# NGC 1488
NGC 1488 – gwiazda podwójna znajdująca się w gwiazdozbiorze Byka. Skatalogował ją Edward Joshua Cooper 24 listopada 1854 roku jako obiekt typu mgławicowego, gdyż wydawało mu się, że to zamglona gwiazda. Niektóre katalogi, np. baza SIMBAD, jako NGC 1488 błędnie identyfikują znajdującą się nieopodal galaktykę spiralną CGCG 466-003 (LEDA 14181), lecz jest ona zbyt słabo widoczna, by mogła zostać dostrzeżona przez Coopera.